# Richard Wershe, Jr.

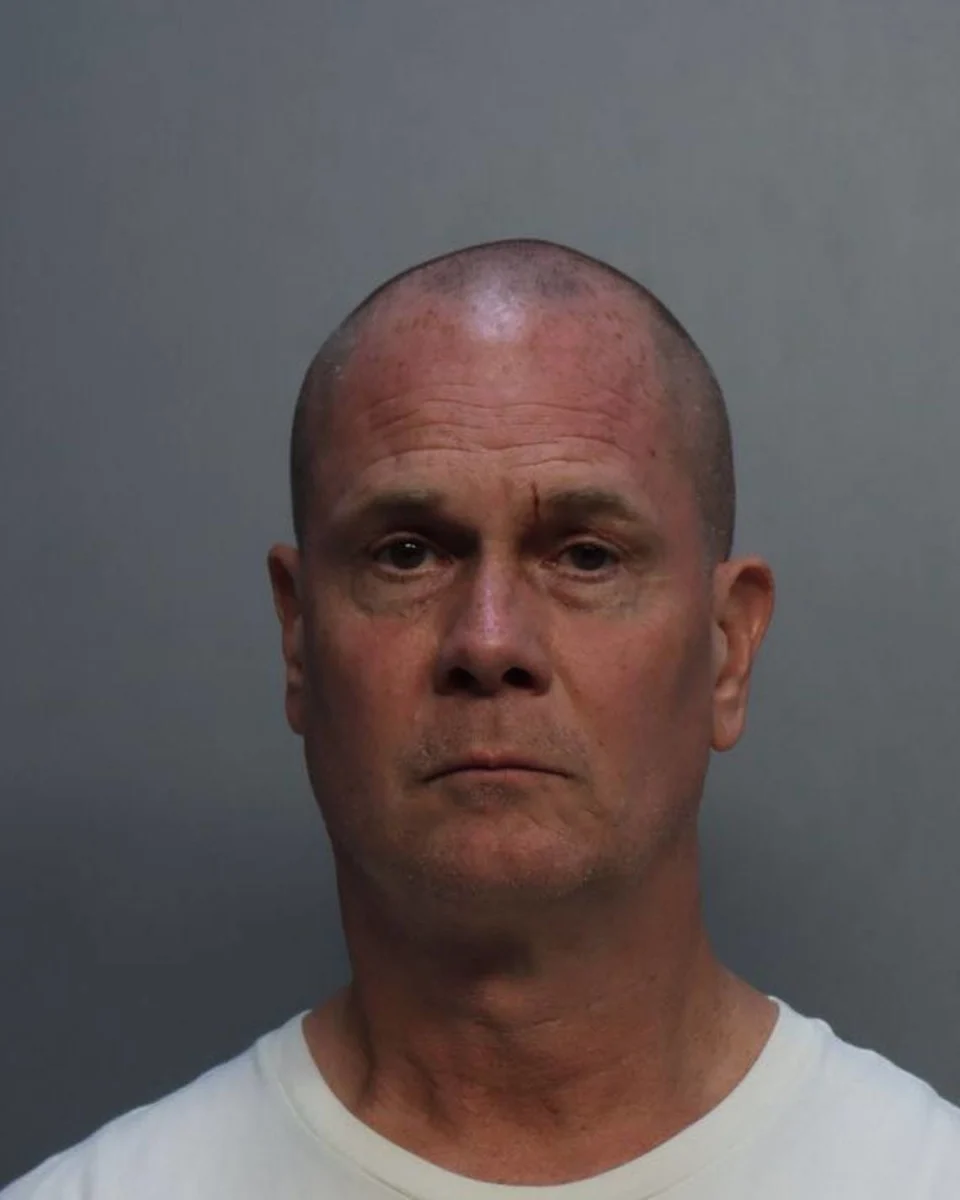
Richard Wershe, Jr., 2023

Richard Wershe, Jr., auch bekannt als White Boy Rick (* 18. Juli 1969), ist ein ehemaliger Drogenhändler aus Detroit und galt Mitte der 1980er Jahre im Alter von 14 Jahren als der bis dato jüngste Informant des FBI.

## Leben
Der aus der unteren Mittelklasse stammende Richard Wershe begann im Alter von 14 Jahren auf den Straßen von Detroit mit Drogen zu handeln. Er wurde gemeinsam mit seinem Vater, einem Kleinkriminellen, der illegal Waffen verkaufte, bei der Bundespolizei zum Handeln mit Drogen angeheuert. Wershe sollte als Spitzel nicht nur lokale Drogenhändler aushorchen, sondern auch korrupte Polizei- und Justizbeamte entlarven. Das FBI spannte ihn als Informanten ein und förderte im Gegenzug seinen Aufstieg im Drogenmilieu.
Während seiner Tätigkeit als Informant verriet Wershe diverse Verbrecher, unter anderem auch 30 Mitglieder der berüchtigten Detroiter Gang Best Friends Inc., darunter der verurteilte Auftragskiller Nathaniel „Nate Boone“ Craft, wodurch deren Machenschaften durch die Behörden zerschlagen werden konnten. Während Wershe seinen Informantenstatus genoss und im Drogenmilieu immer mehr an Einfluss gewann, verliebte er sich in die fünf Jahre ältere Nichte des Detroiter Bürgermeisters, die zu dieser Zeit mit dem Drogenboss Johnny Curry verheiratet war. Auch er wurde von Wershe an die Polizei ausgeliefert.
Im Alter von 18 Jahren Ende des Jahres 1987 wurde Wershe während einer Polizeikontrolle mit über acht Kilogramm Kokain und 25.000 US-Dollar verhaftet und am 15. Januar 1988 zu einer lebenslangen Freiheitsstrafe ohne Aussicht auf Bewährung verurteilt.
Nachdem Wershe 29 Jahre Haft in der Einrichtung Oaks Correctional Facility im Bundesstaat Michigan verbüßt hatte, hätte er nach einer Prüfung seines Falles im August des Jahres 2017 entlassen werden können, wurde aber direkt nach Florida in das Gefängnis Reception and Medical Center verlegt, da er sich während seiner Haftzeit an einem Hehler-Ring für gestohlene Autos beteiligte und sich für schuldig bekannte. Am 20. Juli 2020 wurde er nach 32 Jahren aus der Haft entlassen. Er wurde anschließend von seinem Anwalt Andy Hale in dessen Anwaltskanzlei Hale & Monico in Chicago angestellt, um Drogenabhängige in der Rehabilitation zu unterstützen.

## In der Populärkultur
- Im Jahr 2017 erschien der Dokumentarfilm White Boy von Regisseur Shawn Rech
- Im Jahr 2018 erschien der Film White Boy Rick von Yann Demange. Matthew McConaughey verkörpert den Vater, Richard Wershe, Sr., und Richie Merritt dessen Sohn.
- Im Jahr 2021 verkörperte Eminem mit einem Gastauftritt Richard Wershe in der Fernsehserie BMF, Episode 7.